# Дорохи (Кимрский район)
Дорохи — деревня в Кимрском районе Тверской области. Входит в состав Неклюдовского сельского поселения.

## География
Находится в юго-восточной части Тверской области на расстоянии приблизительно 31 км на север-северо-запад по прямой от районного центра города Кимры.

## История
Известна была с 1628 года как владение Фёдора Пыхочева из Кашина. В XVIII веке здесь уже пустошь. Снова появилась уже в 1851 году как владение Ивана Николаевича Дурново, в 1887 отмечалась как Вишенье. В 1859 году здесь (деревня Дорохи Корчевского уезда Тверской губернии) было учтено 9 дворов, в 1887 — 22.

## Население
Численность населения: 67 человек (1859), 112 (1887), 0 как в 2002 году, так и в 2010.